# Pseudoclanis semnus
Pseudoclanis semnus är en fjärilsart som beskrevs av Karsch 1900. Pseudoclanis semnus ingår i släktet Pseudoclanis och familjen svärmare. Inga underarter finns listade i Catalogue of Life.